# Guerre des paysans en Alsace, en Lorraine et en Franche-Comté
Pour les articles homonymes, voir Guerre des Paysans.

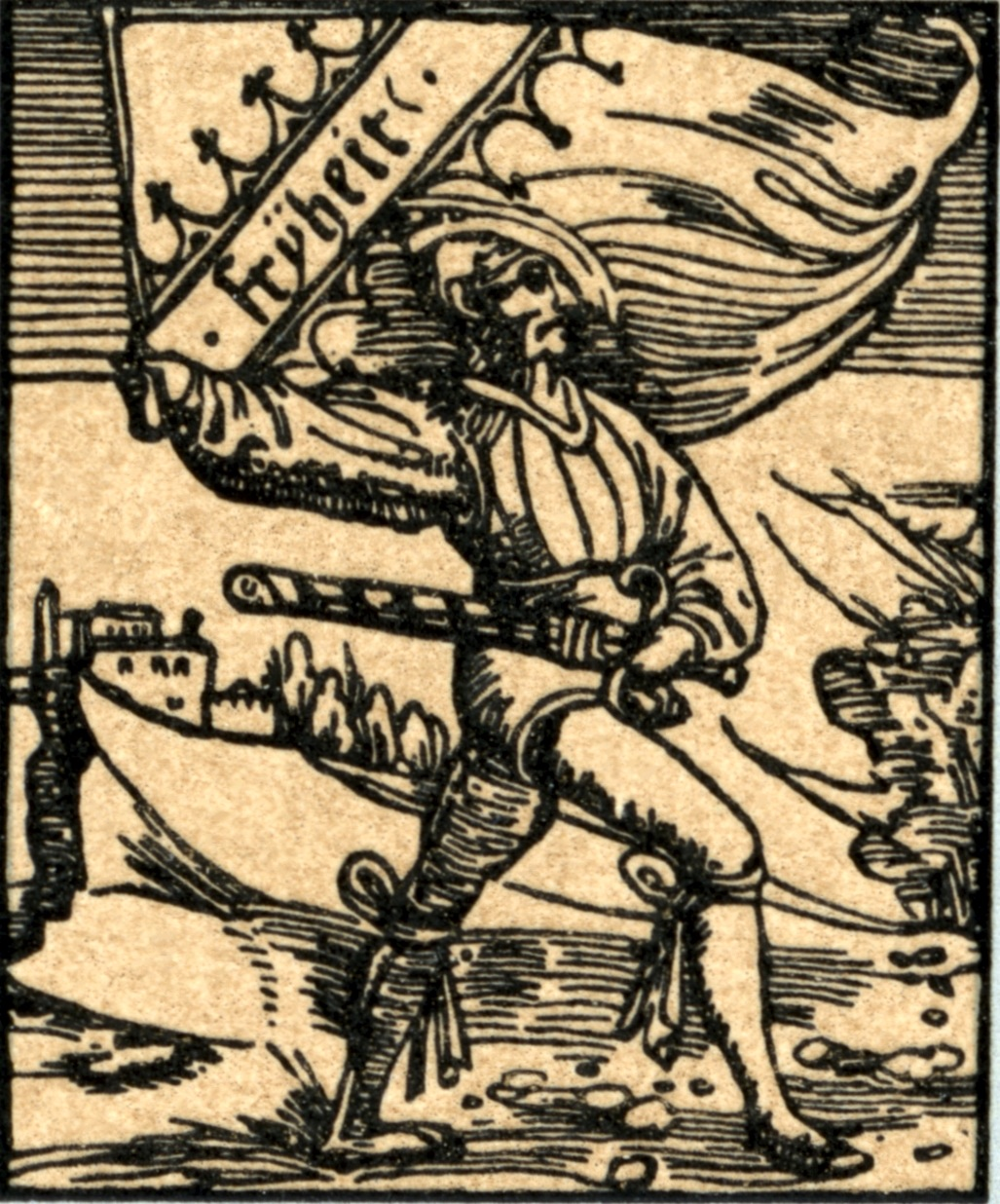
Un paysan agitant un drapeau portant la mention Frÿheit (« Liberté ») (1525).

La guerre des Paysans (en allemand Bauernkrieg), parfois appelée guerre des Rustauds, désigne le conflit politique, social et religieux, qui a secoué le Saint-Empire romain germanique de 1524 à 1526.
Au cours de l'année 1525, l'Alsace, le Westrich (en particulier le bailliage ducal d'Allemagne) et le nord-est de la Franche-Comté sont touchés à leur tour par cette vaste insurrection, et voient la constitution de bandes armées de paysans et d'artisans qui s'opposent au pouvoir ecclésiastique, seigneurial et princier. Ces bandes, organisées de manière rigoureuse avec des capitaines et des dirigeants élus, revendiquent un nouvel ordre social résumé par le fameux manifeste des XII Articles. Ce dernier vise une plus grande équité dans les relations avec les pouvoirs ecclésiastique et seigneurial, une meilleure répartition de l'impôt, l'abolition du servage, davantage de justice et une plus grande autonomie des communautés rurales.
L'écho important rencontré dans le duché de Lorraine, très majoritairement dans le bailliage d'Allemagne, et dans ses possessions alsaciennes (Marche de Marmoutier, Saint-Hippolyte, Val-de-Lièpvre), entraîne l'intervention du duc Antoine de Lorraine. Après avoir rassemblé les troupes ducales et fait appel à un contingent français commandé par son frère Claude, comte de Guise, le duc se lance dans une campagne rapide et sanglante contre les « séduits et abusés luthériens». En une douzaine de jours à peine, celle-ci aboutit à la destruction des bandes insurgées. Les affrontements se poursuivent encore quelques mois en Alsace méridionale et dans le nord-est de la Franche-Comté, où les rebelles seront finalement dispersés à leur tour par les princes et seigneurs locaux.

## Les origines sociales, politiques et religieuses du mouvement insurrectionnel
La fin du quinzième siècle voit naître en haute et moyenne Rhénanie, de la Suisse du Nord à Mayence, et d'Alsace jusqu'en Souabe, diverses conjurations populaires antiseigneuriales, faites de revendications politiques et sociales, regroupées sous l'appellation "Bundschuh" (soulier à lacet) ; le terme fait référence aux souliers du roturier et de l'homme du commun, opposé à la botte seigneuriale. Les conjurations du Bundschuh, qui visent à rallier les campagnards contre les privilèges de la noblesse et du clergé, présentent déjà les grands traits des revendications de la guerre des Paysans : exigence de liberté et de représentativité, redistribution des richesses et lutte contre l’endettement, droits de chasse et de pêche, recours à l’Empereur en tant que protecteur et juge impartial. Divers épisodes de Bundschuhe vont émailler la moyenne Rhénanie, de la première manifestation, à Sélestat, en Alsace, en 1493, jusqu'au Bundschuh du contestataire Joss Fritz, à Fribourg-en-Brisgau, en 1517.
L'esprit frondeur et revendicatif du Bundschuh est relancé par la Réforme religieuse lancée par Martin Luther à partir de 1518. Les thèses nouvelles portées par le réformateur permettent aux futurs dirigeants de la Guerre des Paysans de mieux synthétiser leur projet politique et social ; ils affinent l'argumentation de leurs revendications par des références précises au texte de l'Évangile. Cependant, Luther, qui au départ avait critiqué l'arbitraire de la société de l'époque, et ainsi contribué à l'esprit de contestation, désapprouve l'argumentation de revendications laïques et terrestres par les livres saints. Lorsque la Guerre des Paysans éclate, il se déclare neutre. En vue d'aboutir à un règlement pacifique, il écrit une déclaration publique, « Exhortation à la paix » (Ermahnung zum Frieden) dans laquelle il invite les seigneurs à satisfaire certaines revendications. Puis, face aux dévastations dues au conflit, heurté par l'exécution, par les insurgés, du comte de Helfenstein et de ses lieutenants à Weinsberg il fait volte-face et condamne violemment les insurgés dans un pamphlet intitulé Contre les bandes meurtrières et pillardes des paysans (Wider die mördischen und räubischen Rotten der Bauern, 1524-1526).
Il reste difficile, vu le contexte de l'époque, de séparer les revendications sociales et politiques des revendications religieuses, les deux dimensions étant étroitement liées dans la vie quotidienne, intellectuelle et spirituelle.

## Le soulèvement dans le Saint-Empire romain germanique

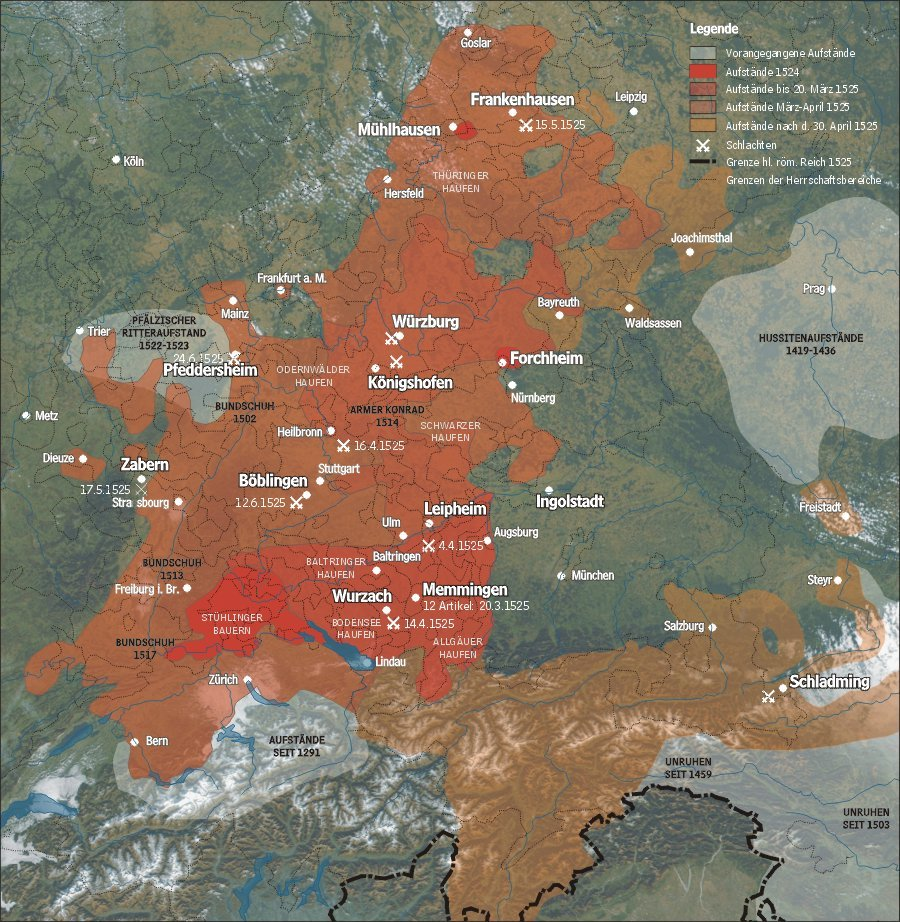
Carte de la guerre des paysans dans le Saint-Empire romain germanique.

Le conflit présente donc une combinaison de causes sociales, politiques et religieuses. Dans les différentes régions concernées, la condition des paysans est très variable. Des laboureurs aisés participent à la révolte, et la conjoncture économique n’est pas fondamentalement mauvaise. Durant la guerre des Paysans, ce sont les artisans ruraux qui sont nombreux dans l'encadrement des bandes paysannes. Il ne s’agit donc pas d’une révolte de la misère, même si le poids des redevances, de la servitude, de la dîme et des corvées était assez lourd pour contribuer à un réel endettement. Les XII Articles formulent des exigences, dont le droit de choisir leurs propres pasteurs, l'abolition du servage, le droit de pêche et de chasse, l'abolition de nombreux impôts féodaux et la garantie d'être traités justement par les tribunaux seigneuriaux. Principal argumentaire des rebelles, puisqu'ils prêtent serment sur le texte, ces douze articles n'ont qu'une enveloppe religieuse, leur contenu est principalement d'ordre politique et temporel.
Des combats entre les paysans et les représentants des nobles éclatent en 1524 à Stühlingen, dans ce qui est aujourd'hui le canton de Schaffhouse (nord de la Suisse, Forêt-Noire), et l'insurrection s'étend progressivement durant l'hiver 1524-1525 sur la plus grande partie de l'Allemagne centrale, occidentale et méridionale, à l'exception de la Bavière. La révolte est virulente en Thuringe, où elle prend un tour politique et religieux plus radical, sous l'influence d'un théologien qui veut aller plus loin que Luther, le réformateur Thomas Müntzer.
Face à un soulèvement qui se généralise, les princes impériaux réagissent et font alliance. En Souabe, sous le commandement du sénéchal impérial Georges de Waldburg-Zeil, les nobles de la ligue de Souabe écrasent la rébellion en Allemagne centrale ; les princes catholiques et luthériens alliés défont les insurgés de Thuringe à la bataille de Frankenhausen, et exécutent l'un théoriciens radicaux du mouvement, Thomas Müntzer. Le corps expéditionnaire du duc Antoine de Lorraine bat ceux d'Alsace et des environs à Saverne et Lupstein, puis à Scherwiller. Mais le soulèvement se prolonge en Styrie, dans les environs de Salzbourg et dans le Tyrol jusqu'en 1526. La défaite des bandes du chef insurgé Michael Gaismair au siège de Radstadt signe l'échec ultime du vaste mouvement protéiforme amorcé en 1524. Les paysans du Saint-Empire n'obtiennent, en définitive, que de rares accords avec les autorités seigneuriales et ecclésiastiques, comme à Kempten, en Haute-Souabe ; en Autriche, quelques nobles abolissent certains des privilèges vitupérés lors du soulèvement. En Suisse, dans les Grisons, la principauté épiscopale de Coire est sécularisée.
Paradoxalement, l'opposition, puis l'hostilité affirmée de Martin Luther, dont les thèses ont fortement influencé les penseurs insurgés, a fini par contribuer à leur défaite. Autre paradoxe et non des moindres : malgré la virulente condamnation par Luther, l'insurrection paysanne a continué, au fil des siècles, à être attribuée à la Réforme luthérienne par un certain nombre d'historiens, notamment catholiques. De ce fait, la Guerre des Paysans peut être perçue comme la première des guerres de religion qui ont ensanglanté l'Europe des XVIe et XVIIe siècles. Il semblerait que ce soit Friedrich Engels, par son ouvrage La Guerre des Paysans en Allemagne qui ait ouvert la voie à une interprétation plus politique et sociale de ce vaste mouvement. 

### Les débuts de l'insurrection à l'ouest du Rhin, en Alsace
Ce soulèvement a dû être  préparé à l'avance, car il éclate dans différentes parties de l’Alsace pendant la semaine sainte, le mois d'avril 1525, à Heiligenstein, à Molsheim, à Dorlisheim et dans les environs. Face à l'extension des rassemblements armés, des pillages et insubordinations, les autorités d'Alsace, le bailli de Basse-Alsace Jean-Jacques de Morimont (Hansjakob von Moersperg), le Magistrat de la ville de Strasbourg, l'évêché et les seigneurs locaux sont impuissants. Rapidement, plusieurs bandes insurrectionnelles se constituent, à l'image des rebelles d'outre-Rhin. La principale d'entre elles se crée en investissant et en pillant le couvent d'Altorf ; Érasme Gerber, un artisan tanneur originaire de Molsheim, y est élu « capitaine principal ». D'autres bandes se constituent très rapidement, à Neubourg, à Stephansfeld, dans l'abbaye de Honcourt (Val-de-Villé), à Ebersmunster, ainsi que dans le Sundgau. Certaines bandes écrivent à la ville de Strasbourg pour lui demander son soutien dans la lutte qui commence.

### La propagation dans le Westrich, le bailliage ducal d'Allemagne, dans les Vosges et en Franche-Comté
Le mouvement est rapidement présent dans le Westrich, notamment dans des territoires dépendant du duché de Lorraine, et aux environs, autour de Morhange, Dieuze, Sarrebourg, Insming, Sarre-Union, Sarreguemines, Bitche, Mandelbachtal. Une vingtaine de cures et d'établissements religieux sont pillés, des affrontements violents ont lieu entre la maréchaussée ducale et les pillards. Dans le comté de Deux-Ponts-Bitche, l'insurrection est massive. L'abbaye de Sturzelbronn est dévastée par la « bande des massues » (Kolbenhaufen) qui rejoint les rebelles du Palatinat. Une autre troupe du comté de Deux-Ponts Bitche (essentiellement Lichtenberg et environs) rejoint la bande de Neubourg, dont elle représente le plus gros contingent. Une troisième enfin, constituée à Rimling, puis à Rohrbach-lès-Bitche, rassemble les rebelles des environs de Sarreguemines, du comté de Sarrewerden et de la châtellenie de Dieuze. Le comte Reinhart de Deux-Ponts Bitche avoue à Antoine de Lorraine : « des six mille paysans de mon fief, moins de six me sont restés fidèles ». Les insurgés venus des vallées de la Sarre, de l'Albe et de la Blies se regroupent et occupent l’abbaye de Herbitzheim qui, transformée en camp retranché, devient un centre de recrutement et rassemblement pour l'est et le sud du Westrich. Le capitaine général de la bande est Hans le passaigier (« péagier » ou « douanier », Zoller en allemand). Dans les vallées vosgiennes, le soulèvement se manifeste dans les vaux de Lièpvre, de Villé, et de la Weiss (Pairis), ainsi qu'à l'est de Saint-Dié (Lusse). 
En Franche-Comté, une bande insurrectionnelle se constitue autour de Chaux, près de Belfort. Le mouvement s'étend à la principauté ecclésiastique de Luxeuil et à Lure, au bailliage d'Amont et au comté de Montbéliard. Le prieuré de Froidefontaines, les abbayes de Lucelle, de Belchamp sont inquiétés, et celle de Faucogney-et-la-Mer est pillée. Les seigneurs locaux battent le rappel de leurs troupes afin de tenter d'endiguer la propagation du soulèvement.

### La réaction du duc Antoine de Lorraine et son départ en campagne
Les thèses luthériennes sont, depuis plusieurs années, très sévèrement condamnées par le duc Antoine de Lorraine, de stricte obédience catholique. Les autorités du duché se sentent également menacées par le volet social des revendications, qui sont considérées comme une corruption des esprits par l'hérésie. Antoine de Lorraine est inquiet pour ses fiefs d'Alsace. Il mesure le risque réel d'une propagation du luthéranisme et de la révolte à l'ensemble de ses possessions, y compris aux bailliages de langue romane. La langue n'est pas une barrière à la diffusion des Douze Articles ; ces derniers sont lus dans les Vosges et dans la ville d'Empire de Metz. Fin avril, sa décision est prise : il décide une expédition militaire pour mater l'insurrection avec sévérité. C'est dans un véritable esprit de « croisade contre les hérétiques » qu'il va engager les forces de son duché.
Le 4 mai, Antoine rassemble à Nancy des fantassins, des cavaliers et des artilleurs, avec artillerie, munitions et vivres, et se met en marche en direction du territoire entré en dissidence. Le lendemain il fait étape à Vic-sur-Seille d’où des détachements de cavaliers, d’archers et d’arquebusiers partent verrouiller les principaux passages vosgiens (Saint-Dié, Raon-l'Étape, Blâmont). L'armée d'Antoine, environ quatre à cinq mille hommes, est insuffisante. Elle est essentiellement composée des nobles du duché, qui encadrent des troupes enrôlées dans les prévôtés. Mais le duc et son frère, Claude de Lorraine, comte de Guise, obtiennent l'accord de la régente de France, Louise de Savoie, pour engager une puissante armée, alors stationnée en Champagne pour prévenir une attaque des armées impériales. Une trêve est conclue à cet effet entre l'Empire et le Royaume. Entre le 4 et le 12 mai, ce sont entre huit et douze mille hommes qui sont amenés par Claude de Guise à Vic-sur-Seille. Cette armée très conséquente est constituée par des cavaliers et des mercenaires de diverses origines, lansquenets des Pays-Bas (Gueldre), des espagnols, italiens, ainsi que des estradiots albanais. Ces troupes sont commandées par des nobles originaires de Champagne, de Brie et d'Anjou. L'ensemble des troupes lorraines et françaises représente entre 12 000 et 15 000 hommes. L'armée est accompagnée de nombreux religieux, à la tête desquels se trouvent le cardinal Jean de Lorraine, et l'abbé Théodore de Saint-Chamond, le chef du conseil ducal.

### Les bandes insurgées d'Alsace et des environs se fédèrent
En Basse-Alsace, entre le 4 et le 11 mai se tient à Molsheim une assemblée générale des paysans insurgés qui rassemble les bandes (« haufen ») des environs, y compris au-delà du Rhin et des Vosges. Il s'agit des bandes locales (Altorf, Neubourg-Dauendorf, Stephansfeld, Ebersmunster et Honcourt), du Westrich (Herbitzheim), de Bade, (Schwarzach-Oberkirch), de Haute-Alsace (ancien comté de Sundgau). Les 10 et 11 mai, ces derniers sont rejoints par des délégués de Cleebourg (Alsace) de Sturzelbronn ( comté de Deux-ponts Bitche) et de Bockenheim et Geilweiler (Palatinat). Ces bandes insurrectionnelles se donnent une direction commune, élisent Érasme Gerber de Molsheim en tant que capitaine général et prônent une unité d'action. Leur mot d'ordre face aux seigneurs aristocratiques et ecclésiastiques peut être traduit par « vivre ensemble dans un nouvel ordre social ou mourir ». Ainsi, l'Alsace du nord devient l'épicentre d'un vaste mouvement insurrectionnel qui embrasse l'ensemble de l'Alsace elle-même (en dehors des villes), la partie orientale du Westrich, ainsi que des portions du Palatinat et du pays de Bade. Antoine de Lorraine est informé de ce vaste mouvement de convergence et d'organisation de la rébellion. Si la réaction de son armée n'est pas rapide et définitive, les insurgés auront à leur disposition des troupes très largement supérieures en nombre, sinon en armement, et maîtriseront l'ensemble des campagnes concernées.

### Les débuts de la campagne d'Antoine de Lorraine dans le Westrich
Le 12 mai, l'armée franco-ducale enfin rassemblée fait mouvement sur Dieuze, en territoire insurgé, et se positionne en direction du camp retranché de Herbitzheim. Une attaque est prévue contre la bande qui s'y est installée, et qui le 7 mai compte environ 8000 hommes dont 2500 armés d'arquebuses. Jacques de Haraucourt, le bailli ducal d'Allemagne, et Hans Brubach, l'administrateur ducal de la châtellenie de Sarreguemines, mettent sur pied une opération de reconnaissance conjointe. Celle-ci se heurte aux insurgés ; un affrontement armé laisse quelques morts sur le terrain et Brubach est fait prisonnier. Devant l'arrivée de la puissante armée du duc de Lorraine, les insurgés décident d'évacuer l'abbaye de Herbitzheim et de trouver refuge auprès de leurs homologues alsaciens, à Saverne.
Antoine de Lorraine décide alors de porter son armée dans la petite ville de Sarrebourg, près de Saverne. Entre-temps, la ville alsacienne, capitale épiscopale, a ouvert ses portes aux bandes confédérées sous l'autorité d'Érasme Gerber. C'est un nouvel affront religieux pour le duc Antoine, que l'épiscopat alsacien appelle plus que jamais à son secours. À Sarrebourg, le duc Antoine négocie avec le bailli de Basse-Alsace et le Magistrat de la ville impériale de Strasbourg afin d'être autorisé à combattre les bandes de la province et de pacifier ses propres fiefs locaux.

### Saverne et Lupstein

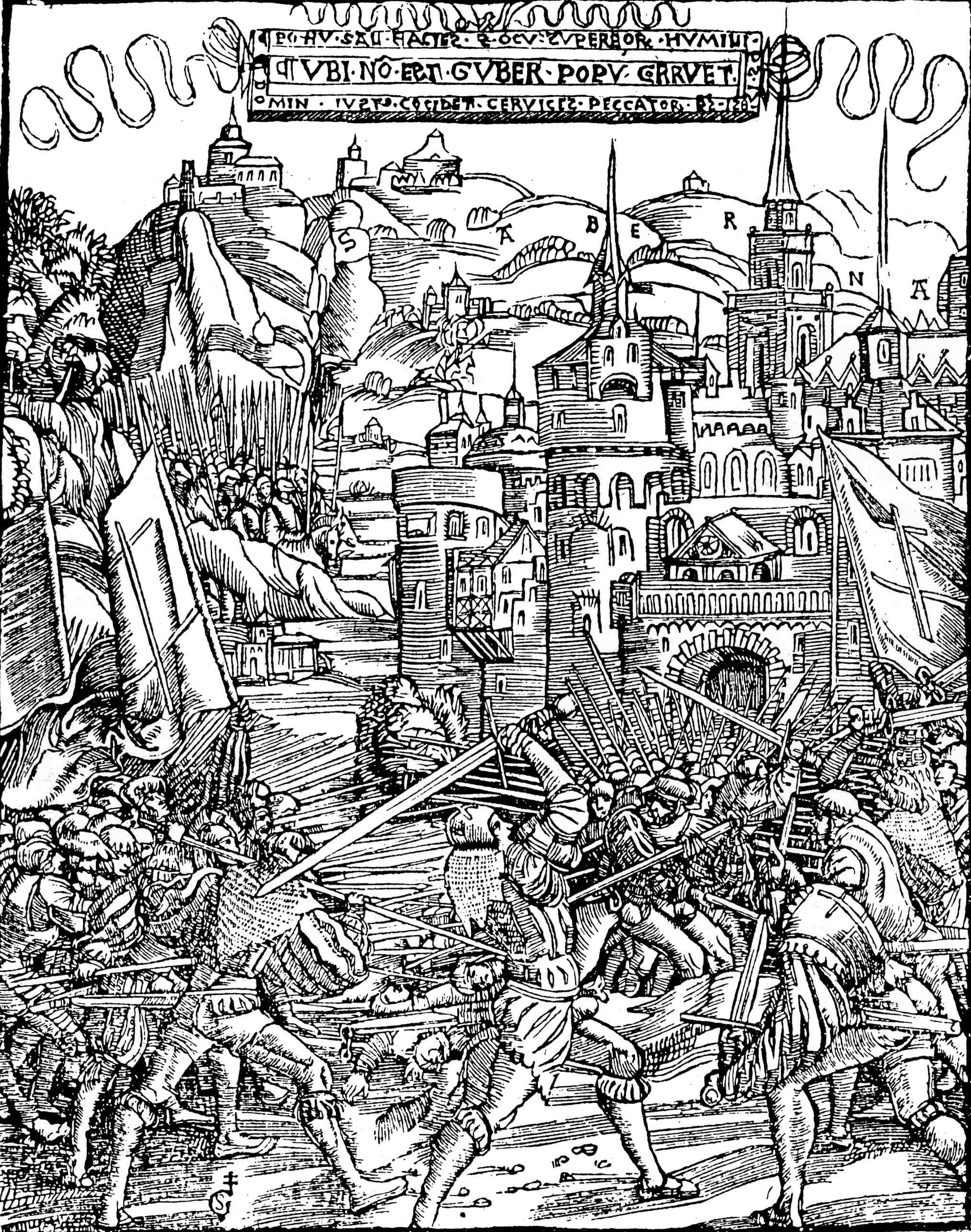
La bataille contre les Rustauds à Saverne (gravure de Gabriel Salmon illustrant le livre de Nicolas Volcyr de Serrouville, 1526).

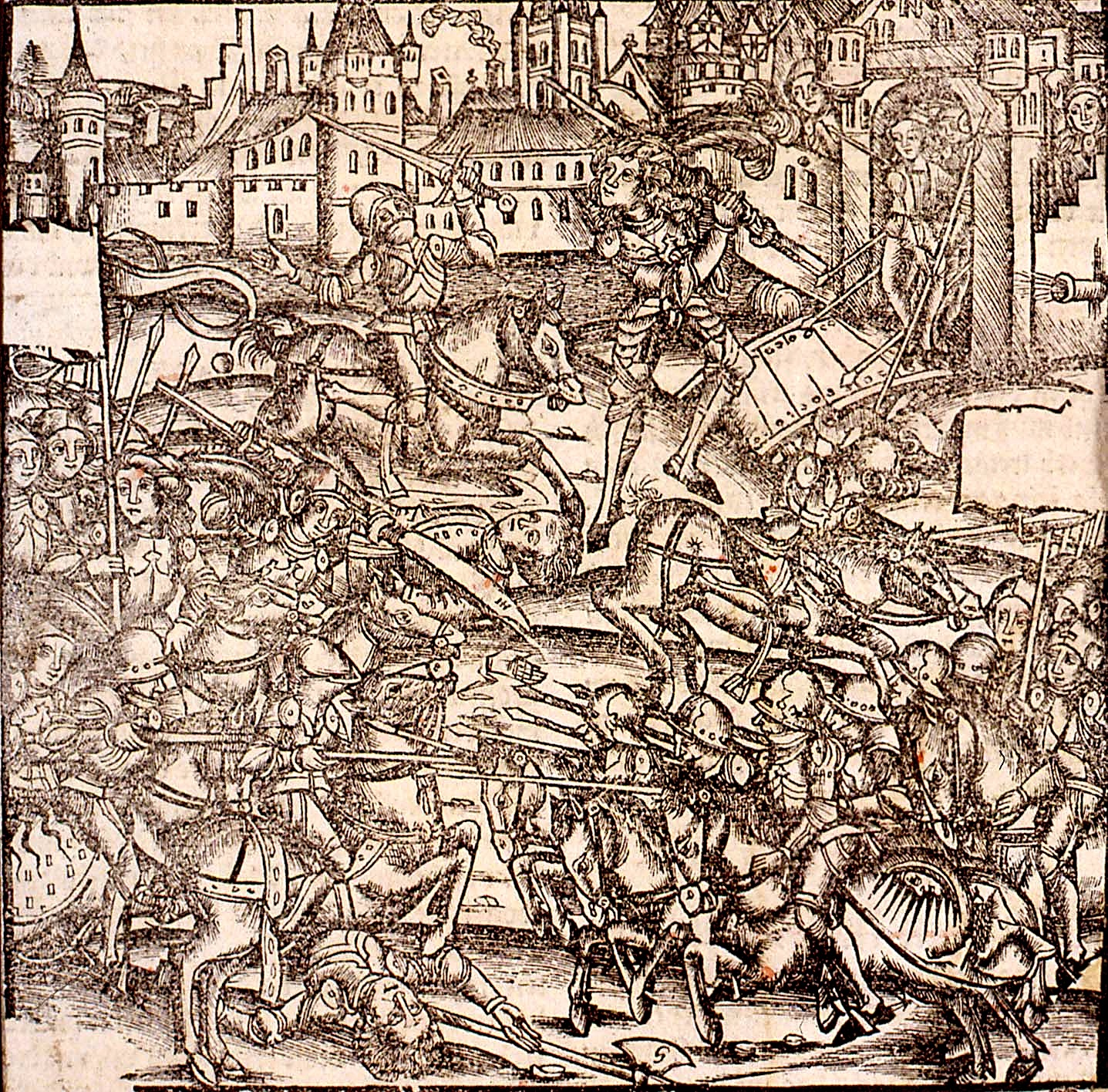
Hans Baldung Grien, ville assiégée pendant la guerre des Paysans en Alsace, 1525.

Un parti favorable au soulèvement existe à Saverne ; à l'exception du prévôt de la ville, les autorités s'y plient ; les administrateurs de l'évêché sont chassés, ils se replient dans le château de Dachstein. Le matin du samedi 13 mai, des milliers d’insurgés pénètrent dans la ville sans avoir à livrer combat. Ceux du Westrich sont passés par Diemeringen, Graufthal, Dossenheim ; avec leur otage Hans Brubach, ils entrent triomphalement à Saverne le jour suivant. La bande de Neuwiller pénètre également en ville.
Dans le même temps, des cavaliers du duc de Lorraine ont investi le château du Haut-Barr, qui domine la ville. Le gros de l’armée franco-ducale, qui a quitté Sarrebourg la nuit du dimanche 14 au lundi 15 mai, s’installe devant les remparts de Saverne où les premiers affrontements laissent quelques morts sur le terrain. Saverne est désormais encerclée par le corps expéditionnaire d'Antoine de Lorraine. Le mardi 16 mai une bataille a lieu à une douzaine de kilomètres de la ville, à Lupstein où se sont regroupés trois à quatre mille insurgés. Leur résistance désespérée, face aux assauts des cavaliers et lansquenets, aboutit à l’incendie du village et à l'exécution des survivants et habitants. Derrière les remparts de Saverne, les autres insurgés perdent tout espoir de victoire ; ils demandent à négocier. Antoine de Lorraine exige la libération de Hans Brubach et comme condition pour la vie sauve des rebelles, la soumission totale, y compris sur le plan religieux. Face à l’évolution défavorable de la situation, les chefs insurgés acceptent.
Le lendemain mercredi 17 mai, alors que les assiégés ont ouvert les portes de la ville, déposé les armes et se rendent, un incident entre des prisonniers et des lansquenets de l'armée franco-ducale (d'après Nicolas Volcyr, secrétaire du duc Antoine et présent au sein du corps expéditionnaire), enclenche un énorme massacre. Les soldats du corps expéditionnaire tuent sans discernement, d'abord à l'extérieur de la ville, puis dans les rues et les maisons. Antoine de Lorraine et son frère Claude ne contrôlent plus leurs troupes qui mettent la cité à sac. Le massacre, d'une ampleur sans précédent, est considéré comme le plus sanglant de l'ensemble de la guerre des Paysans. Érasme Gerber est capturé, et pendu dans la foulée, en compagnie de Peter Hall, l'un des dirigeants de la bande de Herbitzheim. Pendant ce temps, Neuwiller est également occupé et pillé ; les bandes de Cleebourg et de Sturzelbronn, venues trop tard pour soutenir leurs alliés, doivent se replier sur Pfaffenhoffen.
L'estimation du nombre de morts, à Saverne, Lupstein et dans les environs, est extrêmement difficile ; les chiffres pertinents oscillent entre une estimation basse de dix mille victimes et une estimation haute qui se monterait au double de cette dernière.

### La bataille de Scherwiller
L’armée franco-ducale quitte Saverne le jeudi 18 mai pour Marmoutier en direction du sud ; la ville est rapidement pacifiée. Mais les bandes d’Alsace centrale (Ebersmunster, Honcourt, Ribeauvillé, Kaysersberg) aspirent à venger les morts de Saverne et des environs, et à continuer à défendre leur cause. La plus importante de ces troupes, celle d’Ebersmunster, commandée par Wolf Wagner, prend place près de Scherwiller, où d’autres formations d'insurgés viennent la rejoindre. Cette armée dispose d’arquebuses et d’une artillerie capturée dans les places qu’elle a occupées. Elle bénéficie de l’appoint de soldats de métier, Suisses notamment, et de renforts d'insurgés d'Alsace centrale, dont Kaysersberg et Ribeauvillé. Pour se battre, elle a enfin choisi un terrain favorable, qu’elle connaît bien.
Le samedi 20 mai, la bataille se déroule sur les prés entourés de vignes, au débouché du val d'Argent et du val de Villé, entre les villages de Scherwiller et Châtenois. Au bout de plusieurs heures de combat, l'armée d'Antoine de Lorraine est à nouveau victorieuse. On relève cinq cents tués (chiffre estimé, vraisemblablement douteux) dans le corps expéditionnaire , et quatre mille au minimum dans la coalition des quinze à vingt mille insurgés présents.

### La fin des hostilités
Battus en Basse et Moyenne Alsace, les insurgés tiennent encore une partie du sud de la province. Les princes allemands et les autorités d'Alsace (Strasbourg, ville d'Empire, reste neutre) supplient Antoine de continuer l’expédition. Le duc est-il frappé par l’ampleur de la tuerie, ou inquiet par rapport au coût financier exorbitant de la campagne ? Il refuse de poursuivre, et dirige son armée vers Nancy, en passant par le Val de Villé. Le corps expéditionnaire subit une ultime attaque  dans le col de Saales, où il endure des pertes humaines et matérielles. Finalement, les régiments arrivent à Lunéville et Saint-Nicolas-de-Port, où ils peuvent vendre le produit de leur butin. Le 24 mai, le duc et sa suite sont accueillis triomphalement à Nancy.
La fin de l'expédition ne met pas un terme à la guerre. Les insurgés sont impitoyablement traqués dans la région de Wissembourg. La lutte paysanne se poursuit encore quelques mois en Haute Alsace, notamment avec la bande du Sundgau (dont le capitaine est Heinrich Wetzel), ainsi que dans la seigneurie de Belfort et ses environs.
Le calme revenu, Antoine de Lorraine fait réaliser une vaste enquête dans le bailliage d'Allemagne. Beaucoup de paysans et d'artisans reconnaissent s’être rendus aux rassemblements insurrectionnels et avoir participé au pillage des cures. Si l'historien Henri Lepage relativise le nombre d'exécutions, d'emprisonnements et d'amendes, son collègue Henri Hiegel estime quant à lui que la répression est largement sous-évaluée. En Haute-Alsace, elle semble avoir été particulièrement sévère dans les possessions habsbourgeoises, par l'action du tribunal d'Ensisheim.
La guerre des Paysans dans le Saint-Empire, de laquelle participe l’expédition d’Antoine de Lorraine, a un profond retentissement en Occident. Cette insurrection populaire exprime à la fois la contestation sociale, politique et une revendication spirituelle, religieuse. Cependant, les chroniqueurs ont longtemps mis l’accent sur l’aspect religieux, ignorant les aspects de revendication sociale et politique. Le victorieux duc Antoine apparaît d'abord comme un croisé, défenseur impitoyable de la foi catholique menacée.  
Depuis le milieu du XIXe siècle, et davantage encore au XXe, de nombreux historiens mettent en évidence la proximité structurelle de la guerre des Paysans avec la Révolution française. Dans l'historiographie allemande, la définition du conflit proposée par l'historien Peter Blickle, "Révolution de l'homme du commun", recueille l'adhésion de nombreux chercheurs. 

## Livres, récits, légendes et postérité culturelle de la guerre des Paysans  en Alsace, en Lorraine et en Franche-Comté
Les développements de la campagne d'Antoine de Lorraine sont principalement connus par les travaux d'un des historiographes du duc, également son secrétaire et conseiller, Nicolas Volcyr de Serrouville. Témoin oculaire de la plupart des événements, l'écrivain en a rédigé un long panégyrique, une épopée évoquant les croisades, à la gloire du duc : L'Histoire et recueil de la triomphante et glorieuse victoire obtenue contre les séduits et abusés luthériens mécréants du pays d'Alsace et autres par le très haut et très puissant prince et seigneur Antoine en défendant la foi catholique, notre mère l'Église, et vraie noblesse, à l'utilité et profit de la chose publique, parfois abrégé en Relation de la guerre des Rustauds.
L'expression « guerre des rustauds » apparait plus tardivement ; elle se fonde sur un autre récit, en grande partie inspiré de celui de Volcyr, Rusticiados libri sex, écrit par le chanoine de Saint-Dié Laurent Pillart(ou Pilladius) (1503-1562). L'ouvrage, rédigé en latin, est imprimé en 1548 à Metz, est rédigé pour inciter le très jeune duc, Charles III, à reprendre le flambeau de son grand-père, Antoine de Lorraine, dans la défense de la religion catholique, face aux progrès du protestantisme. Le poème est traduit en français par Brayé de Nancy et publié sous le titre La Rusticiade. La mode était de flatter les princes, en l'occurrence feu le grand-père du jeune duc orphelin, en comparant leurs faits d'armes à ceux de l’Iliade, comme le sera La Henriade de Voltaire en hommage à Henri IV. Rustaud avait le sens d’habitant de la campagne et n'avait pas le sens réduit aujourd'hui à celui d'homme fruste. Cependant le mépris des paysans existait déjà et s'y entendait également. La connotation péjorative était à l'époque renforcée par la proximité avec les verbes rusteier, qui signifiait combattre rudement, et rustiser, qui signifiait maltraiter. Dans l'expression rustauds s'entendait une association entre habitants des campagnes et brutes cognant alors que le terme paysan renvoie à une intégration sociale dans le pays et à un acteur du paysage. 
À côté de l'histoire apologétique se sont développés des récits oraux donnant une réinterprétation historique à des légendes plus anciennes et composant une part importante du folklore lorrain.
En Moselle, la guerre des Paysans a vraisemblablement inspiré deux anciennes chansons, toutes deux recueillies par le folkloriste Louis Pinck :
- la première, die Lumpenbauern, est en allemand littéraire. Il s'agit d'une chanson satirique sur les paysans qui ne veulent plus amener leurs victuailles aux abbayes dont ils dépendent. En effet, cette chanson présente toutes les caractéristiques de la Bauernmoritat, une forme de complainte paysanne qui a fleuri dans les terres germanophones méridionales dans le sillage de la guerre des Paysans. Elle est considérée par l'historien Henri Hiegel comme probablement rattachée à cette révolte[16],[17] ;
- la seconde O, ich armer Lothringer Bur (moi, pauvre paysan lorrain), est en francique rhénan. Redécouverte dans les années 1970 par le groupe folk allemand Zupfgeigenhansel, elle connait une belle postérité au XXIe siècle, puisque reprise en 2017 par le groupe Die Wandervögel, par le troubadour et poète mosellan Elvis Stengel, et quelques autres. Cette chanson est peut-être le seul témoignage encore « vivant » de la guerre des Paysans qui ait traversé les siècles.

Ces deux chansons figurent sur un disque édité en RDA en 1975, à l'occasion du 450e anniversaire de la guerre des Paysans : Sie sind ins Feld gezogen ; Lieder des Bauernkriegs, interprétés par la chorale de l'université de Halle et Wittenberg.
En Alsace, on trouve également une Bauernmoritat : Das liet vom armen Pauer (« La chanson du pauvre paysan ») recueillie par Jean-Baptiste Weckerlin au dix-neuvième siècle. Elle a également été mise en lien avec la rébellion paysanne par cet historien de la musique. Mais contrairement à ses pendants mosellans, elle n'a pas connu d'adaptation moderne.
Du côté alsacien toujours, l'expédition d'Antoine de Lorraine a suscité de nombreux écrits, depuis le XIXe siècle. Les ouvrages de l'historien Georges Bischoff (2010, etc.) sont les plus exhaustifs et les plus solidement documentés. Cette insurrection très durement matée, a été en Alsace à l'origine d'histoires populaires, mais aussi d'une forme folklorique de méfiance. L'ancien dicton Und Jesus sprach zu seinen Jüngern, hüte dich vor den falschen Lothringern (« et Jésus dit à ses disciples, garde-toi des Lorrains fourbes ») a-t-il pour origine la guerre des Paysans ? C'est ce qu'une certaine tradition orale colporte. Mais la légende alsacienne s'est figée dans un affrontement imaginaire et mythologique entre Alsaciens et Lorrains. En réalité, les notions d'Alsace et de Lorraine n'avaient à l'époque pas le sens géographique et culturel très circonscrit qu'elles ont pris par la suite. Dans les faits, en 1525, les insurgés alsaciens et ceux dépendant du duc de Lorraine ont combattu ensemble contre le pouvoir religieux et l'aristocratie de leurs provinces respectives, qui se sont unis pour les abattre. Le diction alsacien remonterait plutôt à la Guerre de Trente Ans, au contexte très différent.
En Franche-Comté, si les traces de la guerre des Paysans sont restées très discrètes, se présente l'exception notable du Chant du Rosemont. Ce poème a ceci de particulièrement précieux qu'il est le seul témoignage en littérature de langue comtoise qui célèbre la guerre des Paysans et qui ait traversé les siècles.